# Gregorius I van Antiochië
Gregorius I van Antiochië (vermoedelijk ca. 525 - 593) was patriarch van het Grieks-orthodox patriarchaat van Antiochië.
Gregorius I begon volgens Evagrius Scholasticus zijn geestelijke loopbaan als monnik, in het Byzantijns klooster in Jeruzalem. Door keizer Justinus II (565-578) werd hij overgeplaatst naar het Katharinaklooster in het Sinaïgebergte.  Hij was daar abt, toen het klooster werd aangevallen door Arabieren. John Moschus meldde dat hij ook abt was van Pharan in Palestina. In 569 of 570 werd hij Patriarch van Antiochië in Syrië nadat Justinus II zijn voorganger en vriend patriarch Anastasius I van Antiochië had afgezet en in ballingschap gestuurd.
Gregorius was iemand met veel invloed en had ook tegenstanders. Eens werd hij na aanklachten onderworpen aan een onderzoek en voor het gerecht van Constantinopel gebracht, dit gebeurde enige tijd voor het jaar 588. De aanklachten waren vermoedelijk valse verzinsels en hij werd weer vrijgelaten. Toen Romeinse troepen die in de tijd van keizer Mauricius tegen de Perzen vochten gingen muiten, werd Gregorius gevraagd om te bemiddelen. 
Toen Khusro II van Perzië zich genoodzaakt zag om in het begin van zijn regeerperiode voor zijn veiligheid zijn toevlucht te nemen tot de Romeinen  werden Gregorius I en Domitian, metropoliet van Melitene, naar Khusro II gestuurd.  Hun dienstverlening was kennelijk succesvol; nadat Khusro II zijn koninkrijk had weergekregen, stuurde hij Gregorius het kruis terug dat eerder door Khusro I was meegenomen uit Sergiopolis. Hierna maakte Gregorius een reis langs de grenzen van zijn gebied met als doel de aanhangers van het monofysitisme zich te laten voegen naar de uitspraken die in deze kwestie (het mens- en/of God zijn van Jezus) op het Concilie van Chalcedon waren gedaan. Gregorius I overleed in 593 of 594 na het innemen van medicatie tegen jicht. Toen Gregorius op het punt stond te overlijden vroeg hij aan paus Gregorius de Grote of zijn voorganger Anastasius I hem mocht opvolgen.  
Gregorius I heeft vijf preken nagelaten.